# Filmografia de Amália Rodrigues
Embora mais conhecida como a Rainha do Fado, Amália Rodrigues fez, também, diversos trabalhos como actriz.

## Filmes com participação de Amália
- Capas Negras

Realização de Armando Miranda
Longa-Metragem, 1947
- Fado, História de uma Cantadeira

Realização de Perdigão Queiroga
Longa-Metragem, 1947
(Músicas: Não Sei Porque te Foste Embora)
- Fado da Rua do Sol

Realização de Augusto Fraga
Curta-Metragem, 1947
- Fado Malhoa

Realização de Augusto Fraga
Curta-Metragem, 1947
- Fado Amália

Realização de Augusto Fraga
Curta-Metragem, 1947
- Fado Lamentos

Realização de Augusto Fraga
Curta-Metragem, 1947
- O Meu Amor na Vida (Confesso)

Realização de Augusto Fraga
Curta-Metragem, 1947
- Só à Noitinha

Realização de Augusto Fraga
Curta-Metragem, 1947
- Ronda dos Bairros

Realização de Augusto Fraga
Curta-Metragem, 1947
- Eu Disse Adeus à Casinha

Realização de Augusto Fraga
Curta-Metragem, 1947
- Fado Mouraria (Mouraria)

Realização de Augusto Fraga
Curta-Metragem, 1947
- Fado Lisboa (Ai Lisboa)

Curta-Metragem, 1947
- Fado da Rua do Sol

Realização de Augusto Fraga
Curta-Metragem, 1947
- Sol e Toiros

Realização de José Buchs
Longa-Metragem, 1949
- Vendaval Maravilhoso

Realização de Leitão de Barros
Longa-Metragem, 1949
- Les Amants du Tage

Realização de Henri Verneuil
Longa-Metragem, 1954
(Músicas: Barco Negro)
- April au Portugal

Realização de Evan Loyd
Curta-Metragem, 1955
- Musica de Siempre

Realização de Tito Davidson
Curta-Metragem, 1955
- Les Canciones Unidas

Realização de Tito Davidson
Curta-Metragem, 1957
- Sangue Toureiro

Realização de Augusto Fraga
Longa-Metragem, 1958
- Fado Corrido

Realização de Jorge Brum do Canto
Longa-Metragem, 1964
(Músicas: Estranha Forma de Vida)
- As Ilhas Encantadas[1]

Longa-Metragem, 1964
- Via Macau

Realização de Jean Leduc
Longa-Metragem, 1966
- A Sapateira Prodigiosa, 1968 (TV)
- Os deuses Estão Mortos, 1971
- Vitória Bonelli, 1972
- Cantigamente, 1976

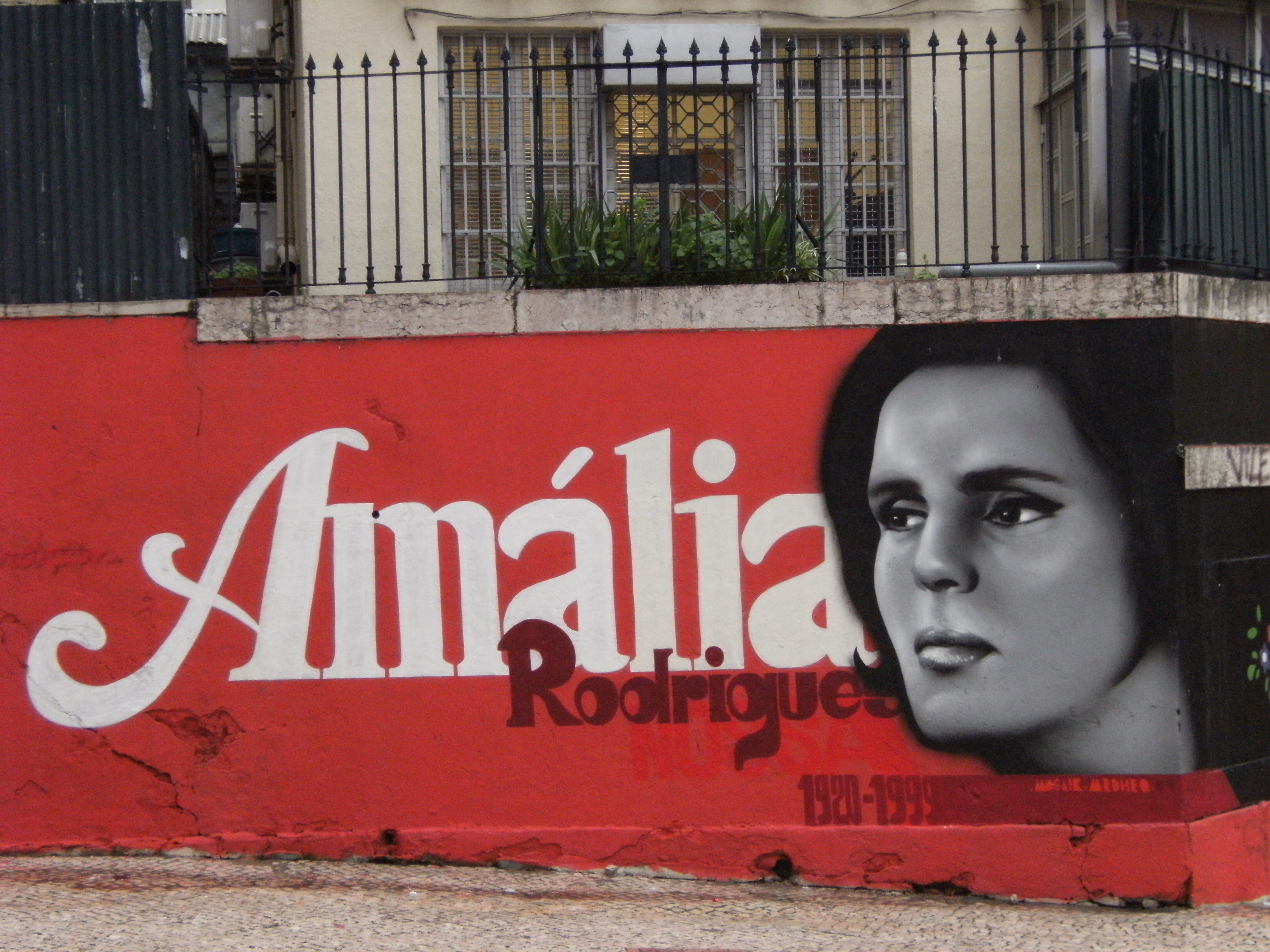
Mural em homenagem a Amália, em Lisboa

- Amália Rodrigues, Live In Nyc, 1991
- Bis Ans Ende Der Welt, 1991
- Amália - Uma Estranha Forma De Vida, 1995 (V)
- The Art Of Amália, 2000

## Filmes sobre Amália
- Amália - O Filme